# Philippine Leroy-Beaulieu
Philippine Leroy-Beaulieu (Boulogne-Billancourt, 25 de abril de 1963) es una actriz francesa. Es hija del actor Philippe Leroy-Beaulieu y de la modelo Francoise Laurent.

## Vida y carrera
Después de pasar su infancia en Italia, se fue a París a los dieciséis años para estudiar arte dramático en contra del consejo de sus padres; su padre, el actor Philippe Leroy-Beaulieu, trató especialmente de evitar que siguiera una carrera que siguió sus pasos, pero no tuvo éxito. Después de aparecer en el escenario, hizo su debut en la pantalla en la película Surprise Party de Roger Vadim de 1983. En 1985, interpretó su primer papel importante en la pantalla (y obtuvo una nominación al premio César a la actriz más prometedora), interpretando a la madre angustiada en Trois hommes et un couffin (Tres hombres y una cuna). El éxito de la comedia de Coline Serreau ayudó a su carrera cinematográfica y una serie de papeles en películas de época siguieron a películas como Les Possédés de Andrzej Wajda en 1988, Les Deux Fragonard de Philippe Le Guay y Robert Enrico y Richard T. La Révolution française de Heffron (Mademoiselle Leroy-Beaulieu interpretó el papel de Charlotte Corday en la última producción), cuyo estreno en 1989 coincidió con las celebraciones del bicentenario de la Revolución de 1789.
Protagonizó el papel principal de la película francesa Natalia, que se proyectó en el Festival Internacional de Cine de Cannes de 1988.
En los Estados Unidos, Leroy-Beaulieu se dio a conocer por primera vez por el papel de Fauve Mistral en la versión de la miniserie de 1984 de la novela Mistral's Daughter de Judith Krantz.
En el año 2020 interpretó el papel de Sylvie Grateu en la serie Emily en París del director Darren Star.
En abril de 2025 fue nombrada embajadora de la marca L'Oréal Paris para la línea Age Perfect Collagen Expert en Francia, dentro de una campaña que promueve la «belleza sin edad».